# August Roth (Maler)
August Roth (* 19. Juni 1864 in Schönfeld, Böhmen; † 8. Februar 1952 in Wien) war ein österreichischer Maler des Jugendstils und des Symbolismus.

## Leben

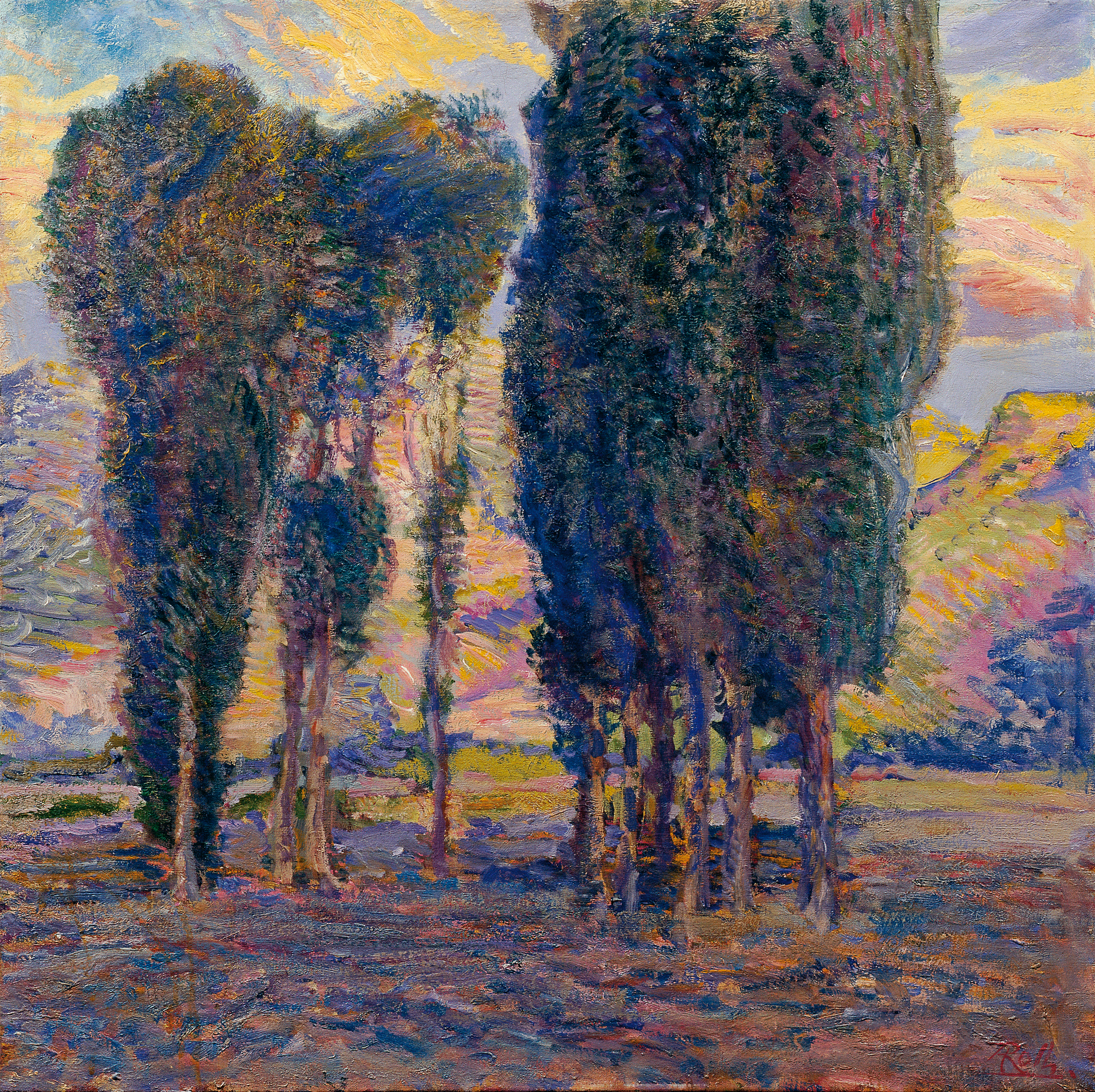
Pappeln (ca. 1911)

August Roth studierte an der Akademie der bildenden Künste Wien bei Leopold Carl Müller und Christian Griepenkerl, zunächst als Gastschüler (1881–1883), dann regulär bis 1887. Von 1902 bis 1922 war er Mitglied des Hagenbundes. Von 1928 bis 1939 gehörte er der Wiener Secession an, danach war er Mitglied des Wiener Künstlerhauses.

## Werk
August Roth gilt als Erfinder des Künstlerhanddrucks. Stilistisch war er dem Symbolismus verpflichtet. Werke Roths befinden sich in der Österreichischen Galerie Belvedere.
- Kinderreigen (Wien, Belvedere, Inv. Nr. 740), 1906, Öl auf Leinwand, 100 × 157 cm
- Frühling (Wien, Belvedere, Inv. Nr. 806), 1907, Öl auf Leinwand, 160 × 60 cm
- Fronleichnamszug (Wien, Belvedere, Inv. Nr. 934), 1908, Öl auf Leinwand, 48 × 70 cm

## Schriften
- Der Künstlerhanddruck. Ein neues graphisches Verfahren. Beschreibung der verschiedenen Druckarten und Anleitung zu deren Ausführung. Angerer & Göschl, Wien 1918.